# 罗斯诺
罗斯诺（法語：Rosenau，法語發音：[ʁozno] 或 [ʁozənau]）是法国上莱茵省的一个市镇，属于米卢斯区。

## 地理
罗斯诺（47°38'14"N, 7°32'9"E）面积6.47 平方千米，位于法国大東部大區上莱茵省，该省份为法国东部内陆省份，是阿尔萨斯的一部分，今与下莱茵省组成了阿尔萨斯欧洲集体，其北临下莱茵省，西接孚日省，西南接贝尔福地区省，东侧沿莱茵河与德国相望，南与瑞士接壤。
与罗斯诺接壤的市镇（或旧市镇、城区）包括：凯姆斯、巴尔特奈姆、圣路易、维拉日讷夫。
罗斯诺的时区为UTC+01:00、UTC+02:00（夏令时）。

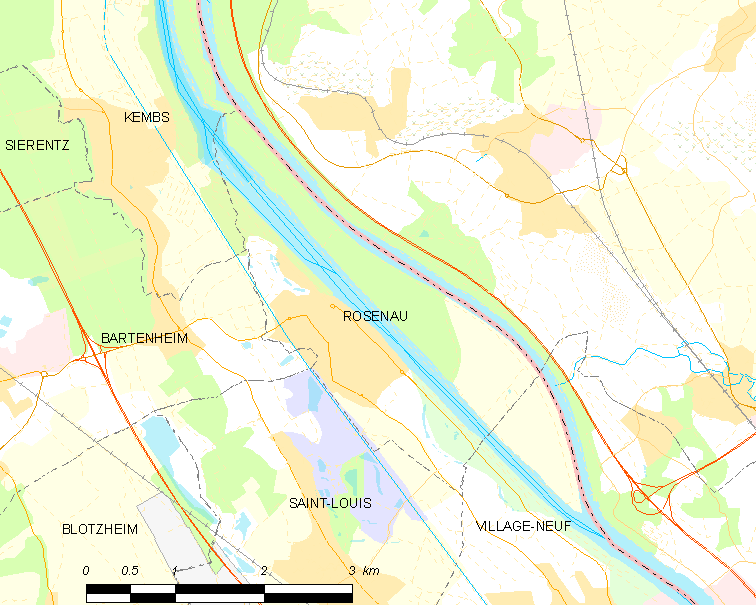
罗斯诺的OSM定位图

## 行政
罗斯诺的邮政编码为68128，INSEE市镇编码为68286。

## 政治
罗斯诺所属的省级选区为圣路易县。

## 人口

1962-2008年间罗斯诺人口变化图示

罗斯诺于2022年1月1日时的人口数量为2388人。